# Любен (област Пловдив)
Вижте пояснителната страница за други значения на Любен.
Любен е село в Южна България. То се намира в община Съединение, област Пловдив.

## География
Село Любен се намира на 27 км северно от град Пловдив. Наблизо се намира язовир „Пясъчник“ и река Пясъчник.

## История
През 1906 г. с указ на княз Фердинанд село Карамустафаларе се преименува на село Любен.

## Обществени институции
Народно читалище „Напредък“ в Любен е основано през 1927 година. Създадена е библиотека. Читалището участва при провеждане на събора на селото и други празници с местно значение.

## Редовни събития
Всяка година на 24 май се организира събор. Тогава се провеждат състезания по борба, стрелба и надпиване.

## Галерия
- Входящ разклон в с. Любен
- Кметство с. Любен
- Читалище „Напредък“
- Мемориал на загиналите във войните от с. Любен

1. ↑  www.grao.bg